# Vicus
Le mot latin vicus (au pluriel : vici) désigne dans l'Empire romain :
- soit un quartier d'une grande ville, notamment Rome (où il peut aussi servir à nommer certaines rues) ;
- soit une agglomération secondaire dans une province de l'empire, notamment les provinces de Gaule et de Germanie, localité sans statut précis, au contraire d'un municipe ou d'une colonie, et qui n'est pas le chef-lieu d'une cité (civitas) ;
- soit un domaine foncier (villa rustica).

Il s'agit donc d'un mot polysémique.

## Étymologie et sémantique

### Une racine indo-européenne
Vicus (/vīkus/, avec un i long) est un mot masculin de la deuxième déclinaison, comme dominus (son génitif singulier est vici). Il est issu d'une racine indo-européenne *weik, qu'on retrouve en grec dans oïkos (« maison ») et dans des langues slaves ou germaniques.

### Sens divers du mot en latin
Selon le dictionnaire latin-français de Félix Gaffiot, il avait trois sens en latin : « 1) Quartier de ville 2) Bourg, village 3) Propriété à la campagne, ferme », et était de surcroit utilisé pour désigner certaines rues de Rome : Vicus Longus, etc.
Il existe trois dérivés en latin classique :
- viculus : « petit vicus »
- vicanus : « relatif à un vicus » (adjectif), « habitant d'un vicus » (nom) ;
- vicinus : « voisin » (nom ou adjectif, au propre et au figuré).

Le mot latin villa (ferme, propriété rurale) est issu de la même racine, voire est lui-même dérivé de vicus ou de viculus.

## Quartiers de grandes villes

### Lesvicide Rome
À Rome, le terme est utilisé pour désigner certaines rues et le quartier qui les entoure : Vicus Tuscus, Vicus Jugarius, etc. Des rues portaient le nom des métiers qui s'y concentraient : Vicus Frumentarius (rue des Marchands de grain), Vicus Materiarius (rue des Marchands de bois), etc.

### Autre villes
À Nantes, qui était le chef-lieu de la cité des Namnètes, appelé à l'époque Condevicnum puis Portus Namnetum (« Port des Namnètes »), on a trouvé une inscription mentionnant le vicus portensis (« quartier du port »).

## Localités provinciales secondaires

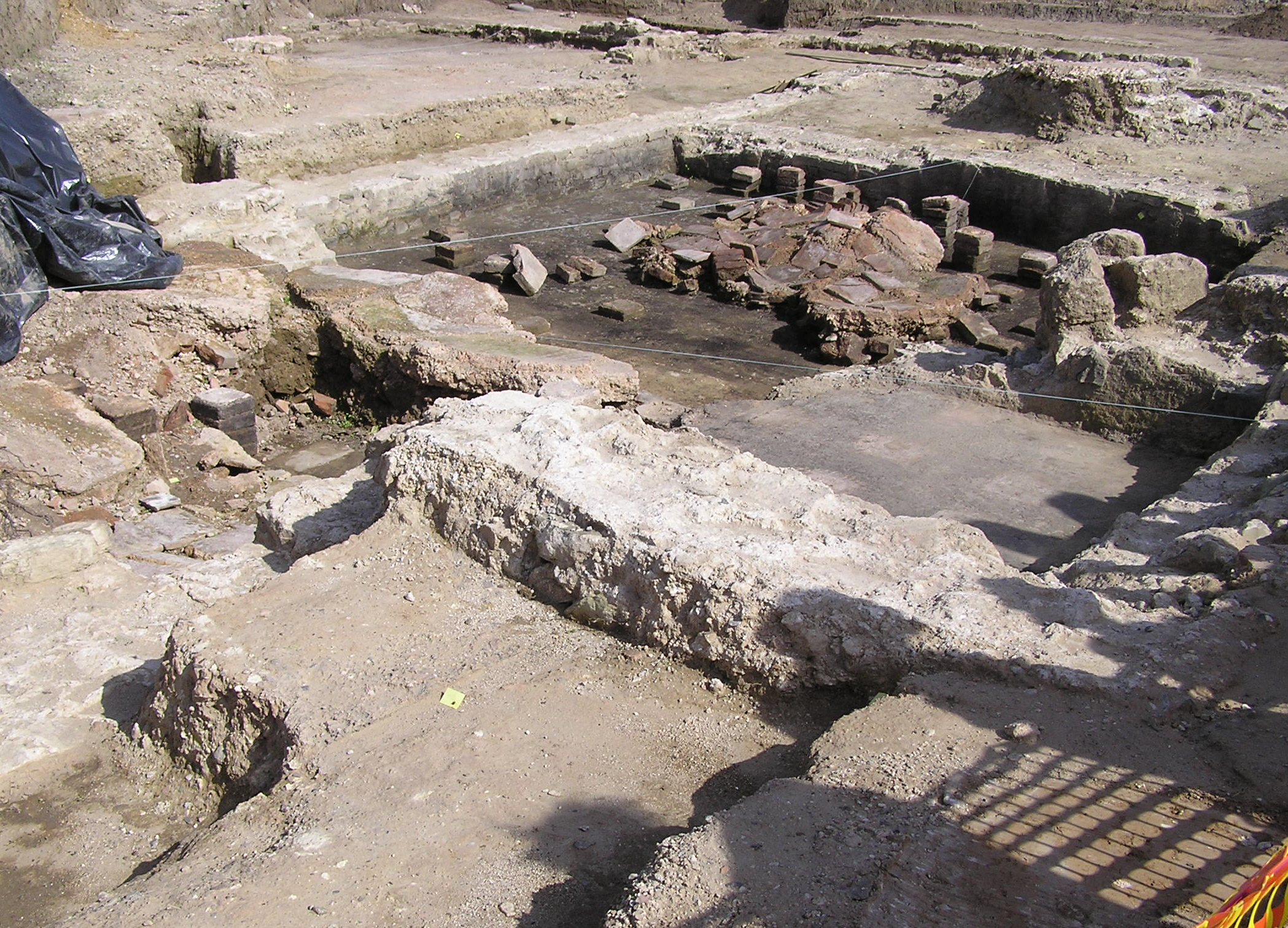
Thermes du vicus bonnensis près de Bonn (Rhénanie-du-Nord-Westphalie).

### Vue d'ensemble
Les vici ont un rôle particulier dans le système des cités provinciales. Ce type d'habitat rural groupé, éloigné du chef-lieu de la cité dont ils font partie, peut être en rapport avec :
- un grand domaine[réf. nécessaire] ;
- un carrefour routier (la carte de Peutinger en donne des exemples) ;
- une activité artisanale (site d'activité céramique de La Graufesenque, dans l'actuelle commune de Millau, Aveyron) ;
- un sanctuaire rural.

La superficie de l'emprise urbaine, et probablement de la population des vici, est variable.
Dans certains cas, on y retrouve, comme au chef-lieu de cité, des éléments typiques de la ville romaine : le forum, les thermes, les temples romains, par exemple à Ribemont-sur-Ancre (Somme).
Mais on y trouve aussi des éléments liés à la culture locale, notamment à la religion traditionnelle, qui n'est pas combattue par les Romains dès lors qu'elle ne génère pas de troubles de l'ordre public. Ainsi le sanctuaire de tradition celtique de Sanxay (Vienne), en forme de croix au centre de laquelle s'élevait une tour octogonale.

### Lesvicide Gaule romaine
L'abondance de ces sites en Gaule est à la fois un indice de la densité de l'occupation des campagnes et de l'effort d'assimilation des populations rurales ; sur ce point, les facteurs religieux jouent aussi un rôle essentiel.
En Gaule, à l'époque gallo-romaine, le mot vicus désigne une entité politique et judiciaire qui a ses propres institutions et ses propres magistrats. Un vicus avait souvent pour origine un village gaulois d'avant la conquête. Certains deviendront des civitas ou capitale des peuples alliés des Romains.[pas clair]
La conquête de la Gaule demandait des déplacements rapides, ce qui implique donc qu'un réseau de communication existait préalablement à l'arrivée des Romains, et que de nombreuses routes fussent assez bonnes pour permettre le déplacement de matériel de guerre. Ce qui est couramment appelé voies romaines sont des chaussées stratégiques antiques dont beaucoup ont été améliorées par les militaires romains. Le long de ces chaussées on rencontrait à des distances régulières des entrepôts, des relais routiers et des camps dont certains vont prendre la place des centres régionaux déjà existants lorsque l'appareil militaire aura cédé progressivement la place à une administration civile au cours du Ier siècle apr. J.-C.
Certaines implantations militaires, telles que celles d'Atuatuca Tungrorum, aujourd'hui Tongres (Belgique), ou le camp romain d'arrière-garde et de civitas Bagacum Nerviorum aujourd'hui Bavay (département du Nord), sont devenues des chefs-lieux, alors que d'autres sites comme Asse, Liberchies et Velzeke, se sont développés en agglomérations relativement grandes (vici).

### Lesvicide Germanie inférieure

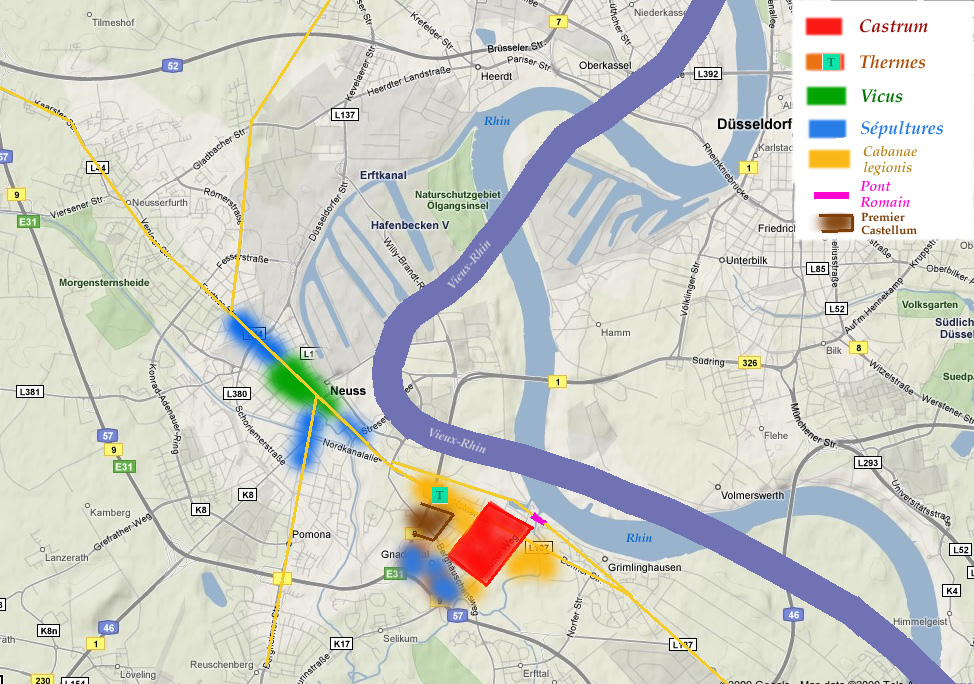
Topographie de Novaesium aujourd'hui Neuss au bord des Limes du Rhin : le vicus est proche du Castrum et se développe le long de la chaussée romaine

Le vicus est, en Germanie inférieure, caractérisé par les fonctions qu'il occupe:
- relais de poste sur une voie romaine ou situation à une intersection,
- regroupement d'artisans et de commerçants pour un secteur rural, lieu de marché,
- lieu de culte par ses temples - fanum - et de divertissement avec ses thermes romains et amphithéâtre.

#### Iersiècle: du relais au marché de province
Certaines agglomérations, au départ simples relais le long de la Chaussée romaine de Bavay à Cologne, vont devenir de petits centres commerciaux, habités par des mercatores, des affranchis et des ingénus qui achetaient le butin des soldats et qui vendaient des vivres et des articles forains. C'était aussi le lieu privilégié où s'installaient les potiers si la glaise le permettait. On y trouvait souvent un praetorium, - un hôtel - ou une mansio - une auberge - ayant une écurie avec des chevaux de relais, des chars et une forge où pouvaient se faire toutes sortes de réparations.
Jusque dans le dernier quart du Ier siècle, la plupart des bâtiments des vici ont un squelette en bois. Plus tard, cette technique de construction autochtone cédera la place à la construction en pierre. L'on utilisait comme matériaux de construction le gravier, le grès glauconite, la molasse du lédien, le grès ferrugineux du diestien et la pierre calcaire suivant les régions. Le plan des habitations des IIe et IIIe siècles présente souvent un espace rectangulaire sorte de halle, auquel sont ajoutées parfois une ou deux pièces angulaires et une entrée. À proximité immédiate des habitations se trouvaient de petits bâtiments d'exploitation, des silos et des fosses à provisions, ainsi que des puits d'eau en bois ou en pierre.

#### IIesiècle: Des thermes et amphithéâtre pour l'arrière garde
Certains vici vont se doter, dès le IIe siècle, tel Coriovallum et Aquis Grana de Thermes ou comme Juliacum, - aujourd'hui Juliers - d'un centre potier important.

#### IIIesiècle: fortifications contre les invasions
Au IIIe siècle, sous la pression des invasions germaniques, ces vici petites villes vont se fortifier, comme Icorigium - aujourd'hui Jünkerath - ou encore Beda actuellement Bitburg le long de la Chaussée romaine de Trèves à Cologne, et seront alors appelés Castellum.
Un vicus devenant très peuplé, souvent capitale d'un peuple comme Oppidum Ubiorum, capitale des Ubiens, obtenait le statut de civitas ; ce dernier deviendra Colonia Claudia Ara Agrippinensium, aujourd'hui Cologne.[pas clair]
La proportion d'habitants à demeure n'y était pas forcément importante, une bonne partie du peuplement rural étant plutôt regroupé dans d'importantes villas agricoles parsemant la campagne.[pas clair]

## Liste devici

### Gaule romaine
La Gaule romaine est composée de deux ensembles : la province de Narbonnaise conquise en -120 (province sénatoriale sous le Haut-Empire) et les provinces résultant des conquêtes de Jules César (-52), à partir du règne d'Auguste au nombre de trois : Gaule lyonnaise (Lyon), Gaule aquitaine (Saintes, puis Bordeaux) et Gaule belgique (Reims), qui sont des provinces impériales. 
Certaines localités secondaires de Gaule  sont connues par leur nom d'époque, grâce à des textes, à des documents (carte de Peutinger, qui indique les étapes sur les voies romaines) ou à des découvertes archéologiques. Mais ce n'est pas toujours le cas :
Province de Lyonnaise
- Blain (Loire-Atlantique), localité de la cité des Namnètes (nom antique inconnu), située sur les voies romaines reliant Nantes à Rennes et à Vannes ;

Province d'Aquitaine
- Cassinomagus ;
- Cossa dans la cité des Cadurques (aujourd'hui Cos, village de la commune de Lamothe-Capdeville, Tarn-et-Garonne) : localité mentionnée par la carte de Peutinger, sur la voie romaine reliant Toulouse à Cahors ;
- Germanicomagus ;
- Ratiatum dans la cité des Pictons (aujourd'hui Rezé, Loire-Atlantique) : c'est alors un port important (site archéologique de Saint-Lupien) face à Portus Namnetum (Nantes) de l'autre côté de la Loire ;
- Sanxay.

### Germanies
Les provinces de Germanie sont issues d'un démembrement de la Gaule belgique à la fin du Ier siècle (règne de Domitien) ; ce sont des provinces frontalières (limes rhénan), fortement militarisées face à la menace des Germains transrhénans. La province de Germanie inférieure a pour chef-lieu Cologne (Colonia Claudia Ara Aggripinensium), auparavant appelée Ara Ubiorum, chef-lieu de la cité des Ubiens doté du statut de colonie romaine. La province de Germanie supérieure a pour chef-lieu Mayence (Mogontiacum).